# بروكفيلد (إلينوي)
بروكفيلد (بالإنجليزية: Brookfield, Illinois)‏ هي قرية تقع في الولايات المتحدة في مقاطعة كوك، إلينوي. يقدر عدد سكانها بـ 18,978 نسمة .

## الموقع الجغرافي
الموقع الجغرافي للمناطق المحيطة بهذه النقطة هو كالتالي:

## أعلام
- دنيس مكدونالد